# Pleurésie tuberculeuse
 Mise en garde médicale
La pleurésie tuberculeuse représente la colonisation de la plèvre par le bacille de Koch (BK) le plus souvent à partir d'une  première localisation bronchique : la primo-infection tuberculeuse.

## Historique
Autrefois relativement fréquentes, les pleurésies purulentes tuberculeuses sont devenues exceptionnelles vers la fin du XXe siècle. Le mécanisme le plus fréquent était la rupture dans la plèvre d'une caverne pulmonaire tuberculeuse (complication tardive historique). 
Cependant, au début du XXIe siècle, les pleurésies tuberculeuses (non ou peu purulentes) sont en recrudescence (10 % des pleurésies). Elles sont dues le plus souvent à une dissémination par voie sanguine, à la suite d'une primo-infection, ou d'une réactivation d'un foyer tuberculeux ancien.

## Manifestations cliniques
La pleurésie tuberculeuse affecte le plus souvent le grand enfant et l'adulte jeune, dans un contexte à risque : parents nés à l'étranger (Maghreb, Afrique, Asie du Sud-Est), précarité socio-économique, promiscuité, manque d'accès aux soins, infection par le VIH, absence de vaccination BCG.
Le début est le plus souvent insidieux, mais parfois brutal. La clinique est celle d'un épanchement pleural, avec ou sans fièvre, avec dyspnée, douleur thoracique unilatérale augmentant à l'inspiration, et matité à la percussion à la base d'un poumon. Dans les formes frustes, débutantes ou atypiques, la persistance des troubles au delà de trois semaines doit conduire à une radiographie pulmonaire.
Chez le sujet jeune non immuno-déprimé, la pleurésie tuberculeuse peut régresser spontanément, mais il existe alors une grande probabilité de développement d'une tuberculose pulmonaire dans les cinq années suivantes.

## Diagnostic
La radiographie pulmonaire, voire le scanner, confirment le diagnostic de pleurésie. La nature tuberculeuse est suspectée par l'examen du liquide pleural, et confirmée par l'isolement du BK.

### Cytologie du liquide pleural
La ponction pleurale montre un exsudat avec une prédominance de cellules lymphocytaires. Elle permet aussi d'éliminer la pleurésie tuberculeuse, si on retrouve plus de 10 % de cellules éosinophiles ou plus de 5 % de cellules mésothéliales.
L'isolement du bacille de Koch à partir du liquide pleural est rare (culture positive moins d'une fois sur deux), il est plus fréquent avec la biopsie de la plèvre.

### Biopsie de la plèvre
La biopsie pleurale permet l’étude anatomo-pathologique de la plèvre, et donc de connaitre l’étiologie (la cause) de la pleurésie : la présence de granulomes caractéristiques, de nécrose caséeuse, de bacilles acido-alcoolo-résistants renforcent la suspicion. La bactériologie (mise en culture, éventuellement PCR) est nécessaire pour confirmer le diagnostic, et éliminer, entre autres, les mycobactéries non tuberculeuses notamment chez les patients profondément immunodéprimés. 

## Traitements
Le traitement médical repose sur l'utilisation des antituberculeux. Voir l'article Tuberculose.
Il s'agit d'une chimiothérapie antibacillaire. Le protocole conventionnel réunit pendant deux mois quotidiennement une antibiothérapie quadruple : Isoniazid (5mg/kg), Rifampicine (10mg/kg), Pyrazinamide (30mg/kg) et Streptomycine (0,75g à 1g) puis pendant six mois, deux fois par semaine, une antibiothérapie double : Isoniazid et Rifampicine aux doses habituelles.
À ce traitement médical, il faut ajouter la kinésithérapie respiratoire et la rééducation pleurale qui permettent de limiter les séquelles.